# Schutzweiche

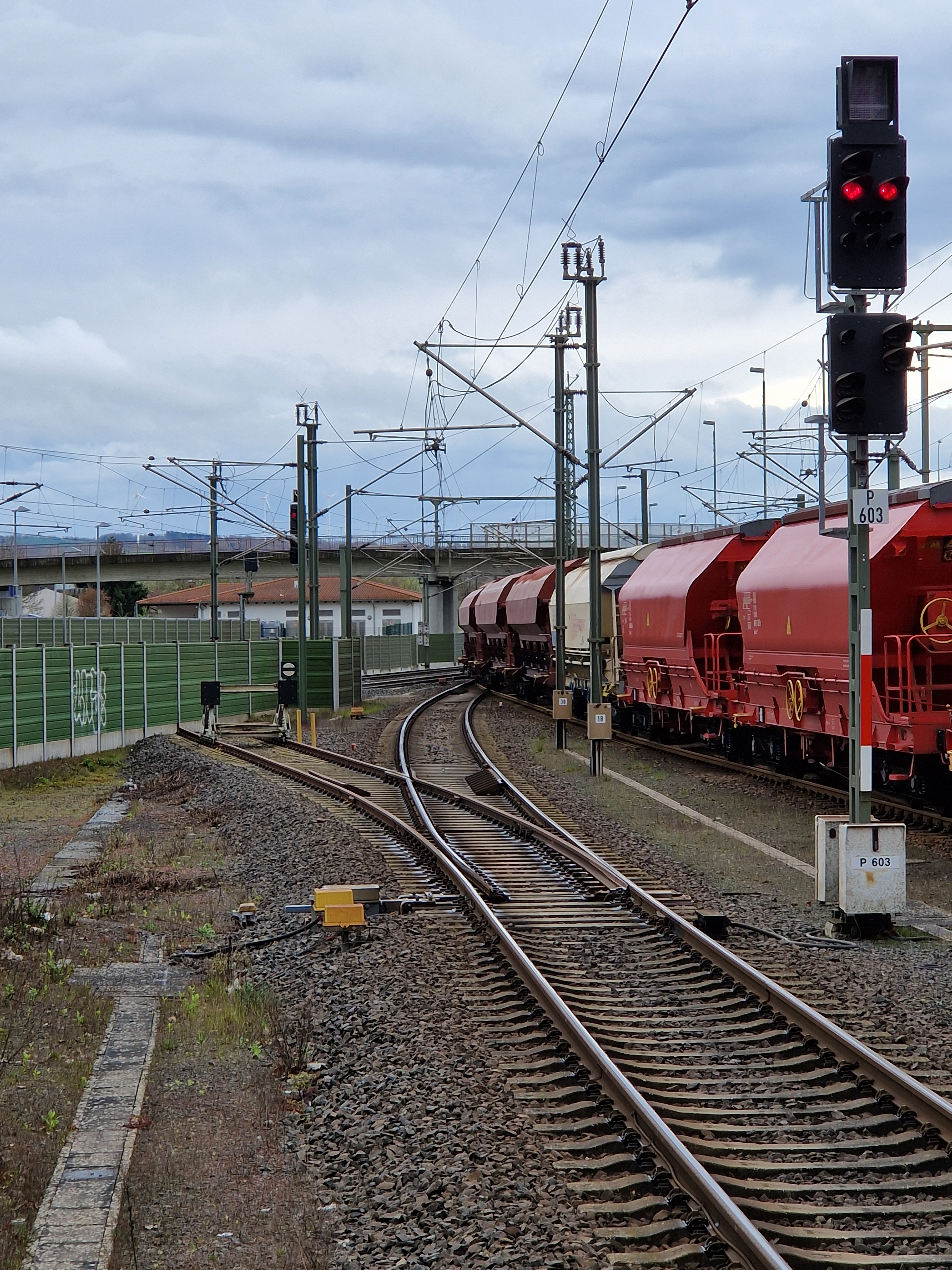
Ausfahrt eines Güterzuges aus Gleis 4 des Bahnhofs Neuhof (Kr Fulda). Die in Gleis 3 gelegene Schutzweiche ist gut sichtbar abweisend in Richtung Stumpfgleis gestellt und stellt so den (zwingenden) Flankenschutz her, 2024.

Eine Schutzweiche ist eine Eisenbahnweiche, die zu einem Stumpfgleis führt und dazu dient, sich falsch bewegende Eisenbahnfahrzeuge von einem zu schützenden anderen Fahrweg fernzuhalten, damit ein spitzwinkliger Zusammenstoß in Form einer Flankenfahrt verhindert wird. Die Weiche ist in Grundstellung in Richtung des Stumpfgleises gestellt, damit unkontrollierte oder fehlgeleitete Fahrten zum Gleisende führen, anstatt auch noch weitere Gleise zu gefährden. Es wird bewusst in Kauf genommen, dass die falschfahrenden Fahrzeuge in der Weiche entgleisen oder nicht auf dem kurzen Stumpfgleis zum Stillstand kommen und mit dem dortigen Prellbock kollidieren. Schutzweichen werden an Stellen verwendet, wo ein Schutz durch Gleissperren ungenügend ist.

## Technik

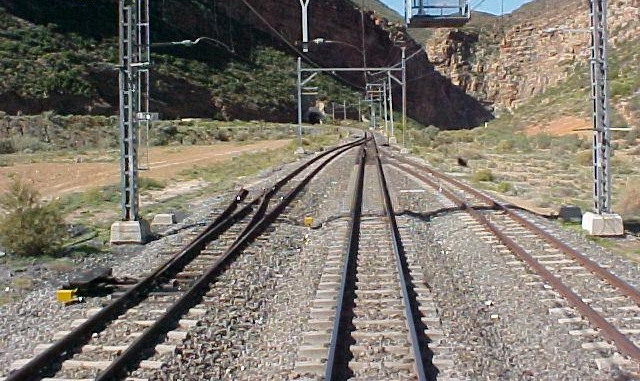
Schutzweiche (links im Bild) in der Ausweichstelle Salbar bei den Hex-River-Tunneln in Südafrika. Auf ein Schutzgleis wurde verzichtet. Unkontrollierte oder fehlgeleitete Fahrten enden sofort in einem Schotterbett.

Um Unfälle im Eisenbahnverkehr zu vermeiden, muss sichergestellt werden, dass die Fahrwege von Eisenbahnfahrzeugen voneinander getrennt sind. Dieser Schutz ist besonders dann notwendig, wenn im Ereignisfall ein großer Schaden zu erwarten ist. Er muss auch bei menschlichem oder technischem Versagen wirksam sein. In der Regel werden Streckengleise von Rangieranlagen durch technische Maßnahmen geschützt, die auf rein mechanische Art wirksam sind, weil in den meisten Fällen auf den einen Fahrweg bedrohenden Fahrzeugen keine Zwangsbremsung durch die Zugbeeinflussung ausgelöst werden kann.
Gleissperren eignen sich, um leichte Fahrzeuge, die sich nur mit geringer Geschwindigkeit bewegen, wie zum Beispiel entrollte Einzelwagen, von Fahrwegen fernzuhalten. Ihre Schutzfunktion besteht darin, dass sie ein gegen den zu schützenden Fahrweg rollendes Fahrzeug zum Entgleisen bringen und dieses durch den wesentlich erhöhten Rollwiderstand im Schotterbett zum Stehen kommt. Sie sind wirkungslos, wenn die Fahrzeuge auf Grund ihrer Masse oder ihrer Geschwindigkeit auch nach dem Entgleisen durch eine Gleissperre den zu schützenden Fahrweg erreichen können, weil sich ihre Bewegungsrichtung nicht geändert hat. Gleissperren und Sandweichen dürfen deshalb in Deutschland nur in Rangiergleisen angewendet werden.
Um größere Wagengruppen oder Züge von Fahrwegen fernzuhalten, kommen Schutzweichen zum Einsatz. Diese leiten den Fahrweg einer unerwünschten Bewegung vom zu schützenden Fahrweg weg. Hinter der Schutzweiche muss genügend Freiraum vorhanden sein, um Folgegefahren durch entgleiste oder mit dem Prellbock zusammenstoßende Fahrzeuge auszuschließen.
In Deutschland ist der Flankenschutz mit Schutzweichen im Zuge der dritten Verordnung zur Änderung Eisenbahn-Bau- und Betriebsordnung (nach § 14 Abs. 11 EBO) nur noch für Gleise in Bahnhöfen und Anschlussstellen vorgeschrieben, die mit mehr als 160 km/h befahren werden. Über die Anforderungen der EBO hinaus werden Schutzweichen teils auch an Abzweigstellen an Hochgeschwindigkeitsstrecken eingebaut, beispielsweise den Verbindungskurven Dörfles-Esbach und Niederfüllbach bei Coburg.

## Ausführung

### Schutzweiche mit Stumpfgleis

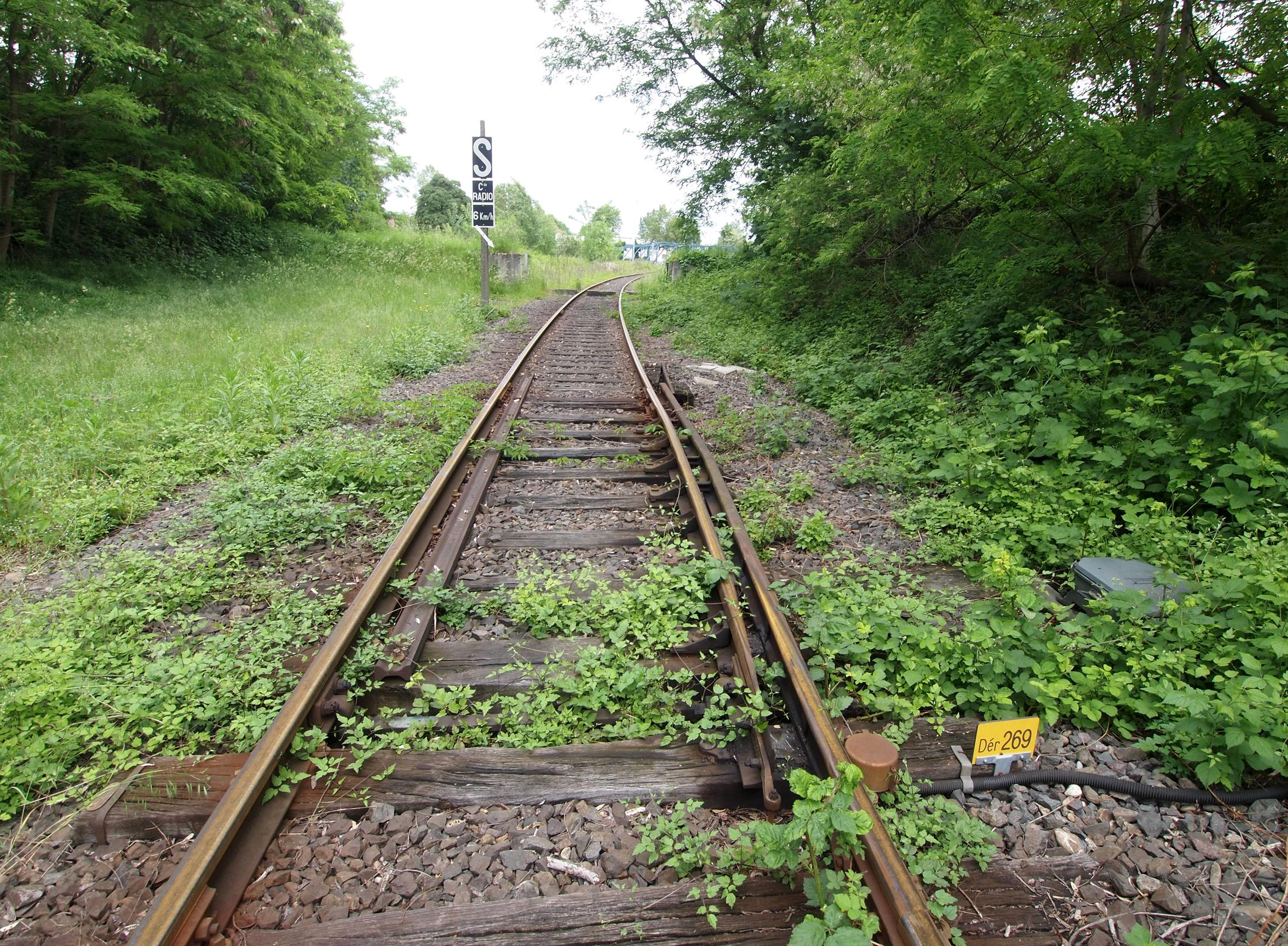
Entgleisungsvorrichtung in Frankreich

In das auf den feindlichen Fahrweg zuführende Gleis ist eine Weiche eingebaut, deren ablenkender Strang in ein etwa zehn Meter langes Stumpfgleis führt, an dessen Ende ein Prellbock steht. Dieses Schutzgleis ist parallel zum zu schützenden Fahrweg so angeordnet, dass auch entgleiste Fahrzeuge diesen nicht gefährden können. Der Prellbock dient dazu, leichte Fahrzeuge, die sich nur mit geringer Geschwindigkeit auf das Gleisende hinzu bewegen, vor einer Entgleisung zu bewahren. Die Schutzweiche wird in dieser Anordnung betrieblich nicht befahren, ist aber meist eine Regelausführung, deren ablenkender Strang mit 40 km/h befahren werden kann. In Anordnungen, bei denen davon ausgegangen werden kann, dass die Schutzfunktion der Weiche nur selten zum Einsatz kommt, kann auch auf den Prellbock verzichtet werden.

### Entgleisungsweiche

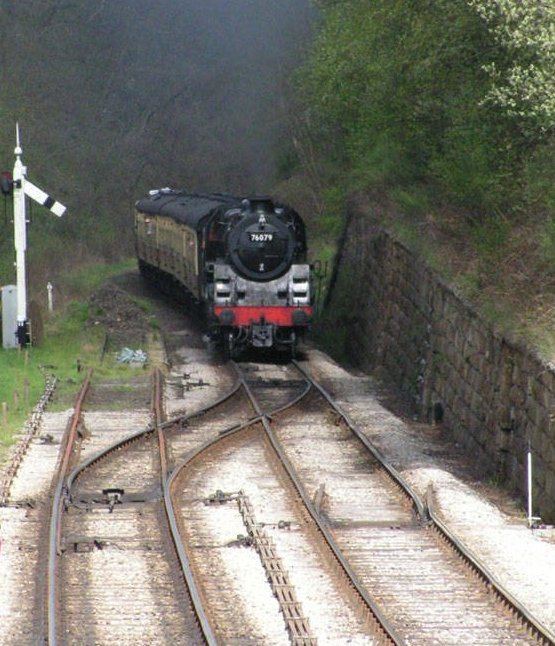
Schutzweiche (links) und Entgleisungsweiche (rechts) in England

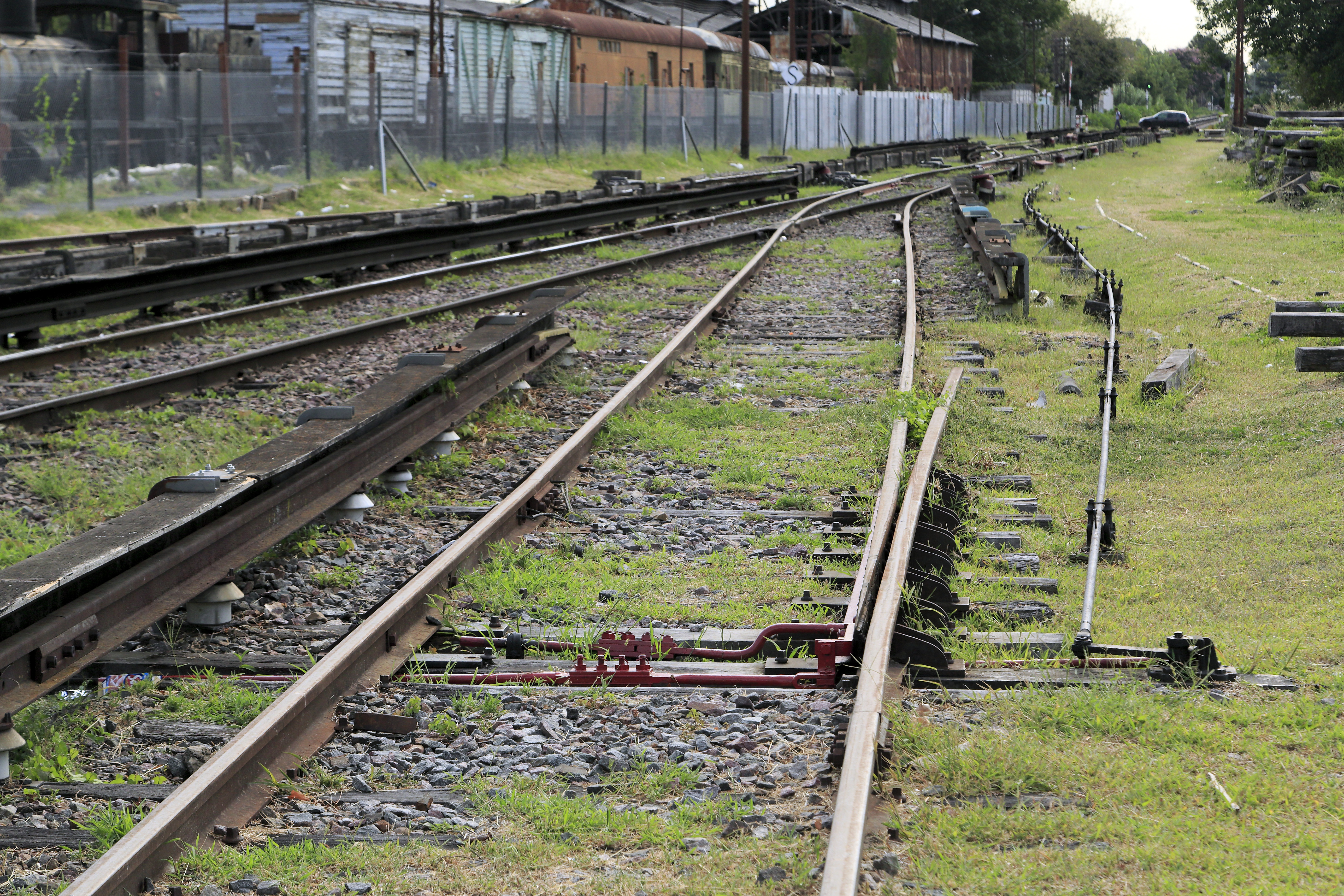
Britische Einzungenschutzweiche (Bf Coronel Lynch, Gran Buenos Aires)

Bei der Entgleisungsweiche oder Entgleisweiche handelt es sich um eine Weiche, deren Schienen unmittelbar nach der Zungenvorrichtung oder nach dem Herzstück enden und dadurch Fahrzeuge zum Entgleisen bringen, bevor sie den Gefahrenpunkt erreichen. Im Gegensatz zu einer Gleissperre wird das Fahrzeug bei der Entgleisung etwas vom zu schützenden Fahrweg abgelenkt, wird aber nicht wie bei einer Schutzweiche vollständig vom Fahrweg weggeleitet. Damit sich das Fahrzeug beim Entgleisen nicht gegen das zu schützende Gleis neigt, endet die vom zu schützenden Fahrweg abgewandte Schiene eine Schwelle früher als die dem Fahrweg zugewandte. Die Ausführung ist in der Regel so gestaltet, dass die entgleisenden Fahrzeuge die Weichenschwellen nicht beschädigen können, womit teure Reparaturarbeiten vermieden werden. Diese Art von Schutzweiche ist vor allem in Großbritannien gebräuchlich und wird dort vor allem bei der Zusammenführung von zwei Streckengleisen angewandt. Eine weitere, typisch britische Bauart sind Entgleisungsweichen, die nur aus einer halben Zungenvorrichtung bestehen. In Schutzstellung wirkt die abliegende Zunge als Radlenker, der darauf zulaufende Fahrzeuge durch die Rückflächenführung zum Entgleisen bringt. Diese Bauart gelangte durch britischen Technologieexport in viele Länder der Welt.
Entgleisungsweichen sind in Deutschland nicht zugelassen. Nach dem Zusammenstoß zweier Züge im Bahnhof Reichertshausen, im November 2023, wurden Entgleisungsweichen oder „Einzungenschutzweichen“ für Bereiche gefordert, in denen vollwertige Schutzweichen bislang nicht erforderlich sind. Laut Markus Hecht seien sie „sehr viel besser, da viel billiger“, benötigten weniger Platz und weniger Instandhaltung als konventionelle Schutzweichen.

### Betriebliche Schutzweiche
Betrieblich befahrene Weichen können die Funktion einer Schutzweiche übernehmen. Generell werden alle Weichen in weiteren Gleisen, die Verbindungen zum Fahrweg eines Zuges ermöglichen, beim Einstellen einer Fahrstraße als Flankenschutz in die abweisende Stellung gebracht und in dieser verschlossen.
Bei Industriegleisen, die in Streckengleise münden, können Weichen von Abstellgleisen oder Ausziehgleisen die Funktion einer Schutzweiche übernehmen. Die Weichen sind in solchen Fällen in das Stellwerk des Bahnhofes eingebunden, auch wenn die übrigen Weichen der Rangieranlage vor Ort von Hand bedient werden. 
Auf Kreuzungsbahnhöfen von eingleisigen Strecken sind nach den meisten Fahrdienstvorschriften Schutzweichen auf der Ausfahrseite erforderlich, wenn die Züge gleichzeitig von beiden Richtungen in den Bahnhof einfahren sollen. Dadurch wird verhindert, dass ein nicht rechtzeitig zum Stillstand kommender Zug dem Gegenzug in die Flanke fährt. Der Einbau von Schutzweichen ist in diesem Fall in Deutschland nicht erforderlich, wenn der Durchrutschweg hinter dem jeweiligen Ausfahrsignal vor dem Grenzzeichen der Weiche, an der die beiden Fahrwege zusammenlaufen, endet. Eine darauf ausgerichtete Signalanordnung verringert allerdings die Nutzlänge der Bahnhofsgleise. Die Funktion des Schutzgleises kann von Industrieanschlussgleisen, Rampengleisen oder anderen Nebengleisen übernommen werden. Wenn in einem Schutzgleis Fahrzeuge abgestellt werden sollen, dann ist für diese jedoch ein eigener Flankenschutz erforderlich. Soll ein derartiges Gleis den Durchrutschweg für Einfahrstraßen aufnehmen, um gleichzeitige Einfahrten von beiden Seiten zu ermöglichen, dann darf die Flankenschutzeinrichtung erst hinter dem Ende des Durchrutschweges folgen. Wegen des erforderlichen Platzbedarfes sind derartige Anordnungen selten.
Um einen sicheren Betrieb im Winter zu gewährleisten, müssen die als Schutzweiche dienenden Weichen zu Nebengleisen im gleichen Maß wie die übrigen Weichen in den Hauptgleisen mit einer Weichenheizung versehen sein.

#### Zwieschutzweiche
Eine besondere Form einer betrieblichen Schutzweiche ist die Zwieschutzweiche. Sie wird in beiden Stellungen befahren und kann auch in beiden Flankenschutz bieten, aber nicht gleichzeitig.

### Grenzsperre
An der innerdeutschen Grenze wurden auf der Seite der DDR in beiden Fahrtrichtungen Schutzweichen eingebaut, um unberechtigte Fahrten aus und in Richtung Grenze zu verhindern. Die Weichen standen in Grundstellung in abweisender Lage, die Fahrwegeinstellung war von der Zustimmung des Kommandopunktes der Grenzübergangsstelle abhängig. Nach der Fahrstraßenauflösung mussten sie unverzüglich wieder in die Schutzstellung gebracht werden.